# Onna goroshi abura no jigoku
Onna goroshi abura no jigoku é um filme de drama japonês de 1992 dirigido e escrito por Hideo Gosha. Foi selecionado como representante do Japão à edição do Oscar 1993, organizada pela Academia de Artes e Ciências Cinematográficas.

## Elenco
- Kanako Higuchi - Okichi
- Miwako Fujitani
- Shin'ichi Tsutsumi
- Hiroyuki Nagato
- Renji Ishibashi
- Takurô Tatsumi
- Sumie Sasaki